# Родригесский попугай
Родригесский попугай (лат. Necropsittacus rodricanus) — вид вымерших птиц из семейства Psittaculidae.

## Описание
Длина возможно около 50 см. Предполагается, что основной цвет оперения был зелёным, голова, хвост и часть крыла ярко-красные. Хвост длинный. Клюв большой.

## Распространение
Маскаренские острова (Родригес и прибрежные острова, Маврикий)

## Подвиды
Ничем не подкреплённое упоминание о зелёно-красном попугае с осторова Родригес — Necropsittacus borbonicus. Но нет свидетельства, что это был не номинальный Necropsittacus rodericanus, или что он отличался от номинального. Но если птица и существовала — она должна была исчезнуть к 1660 году. Ещё менее подкреплённое историческое упоминание о Necropsittacus francicus с острова Маврикий, более мелком и с полностью зелёными крыльями.

## Статус
Вымер к третьей трети XVIII столетия.